# سیروس مشفقی

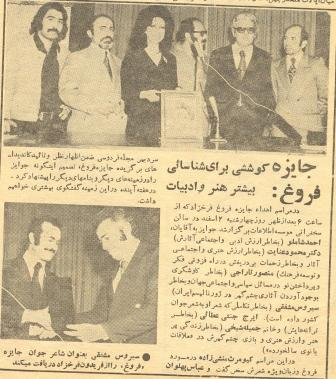
سیروس مشفقی به عنوان شاعر جوان سال ۱۳۵۱ جایزه فروغ فرخزاد را از فریدون فرخزاد دریافت می‌کند.

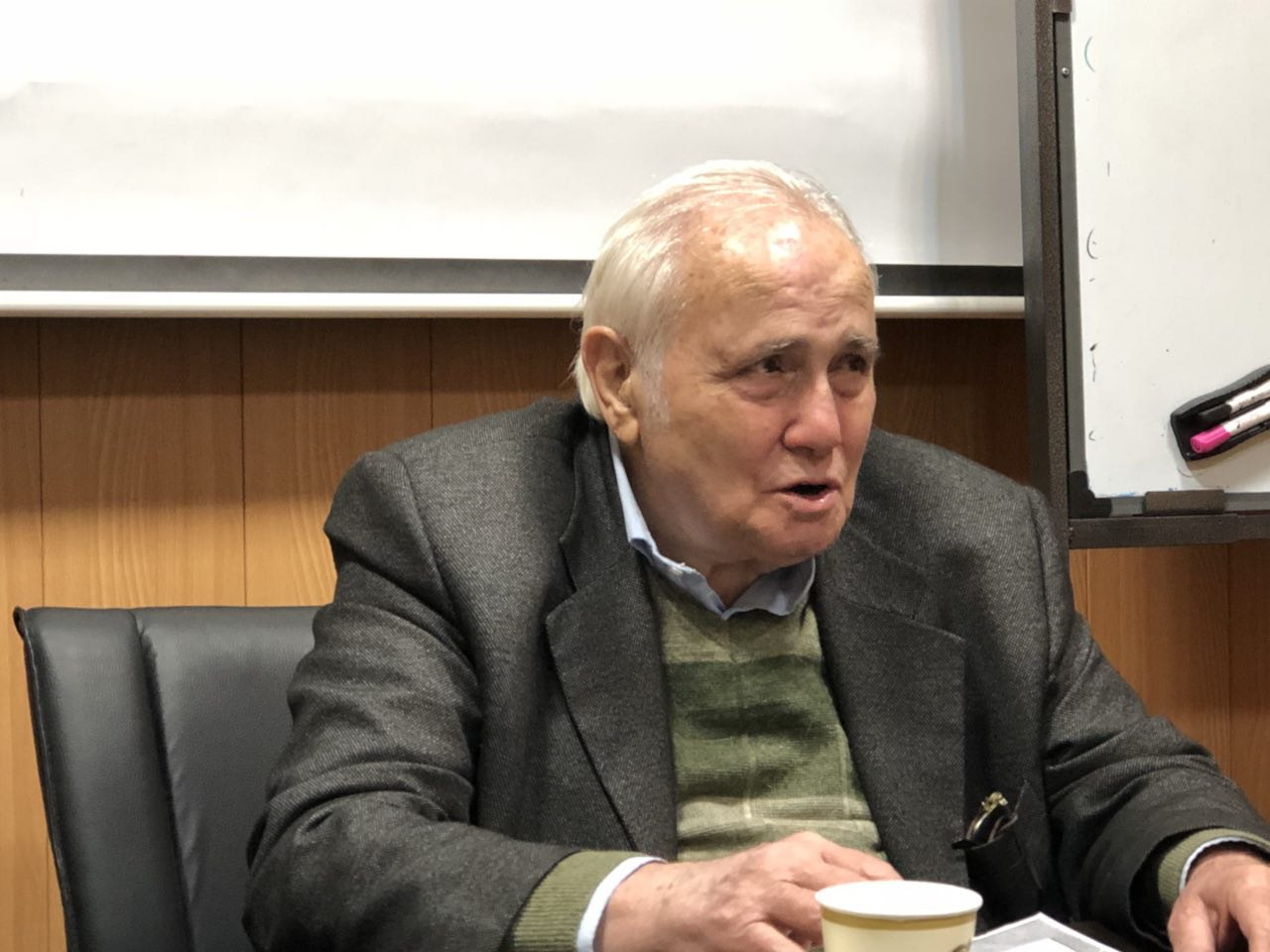
سیروس مشفقی در حال شعرخوانی در تهران

سیروس مشفقی مشهور به شاعر روستا (زاده یکم فروردین ۱۳۲۲ در پل سفید – درگذشته ۱۰ خرداد ۱۳۹۹ در تهران) شاعر و فعال فرهنگی و ادبی بود.

## زندگینامه
سیروس مشفقی در لحظه تحویل سال ۱۳۲۲ در شهرک خانه های دولتی ایستگاه راه آهن پل سفید (ایستگاهی کوچک در حوالی پل ورسک) به دنیا آمد. مشفقی از اعضای هیئت مؤسس کانون نویسندگان ایران و فارغ‌التحصیل رشته سینما و تلویزیون بود او در اواخر عمر به جز سرایش شعر، هیچ گونه فعالیت به خصوصی نداشت. مشفقی از سالهای نخست دهه ۱۳۴۰ وارد عرصه شعر نو و سپید شد و خیلی زود توانست به جرگه شاعران تراز اول و مطرح کشور بپیوندد. چنان‌که احمدرضا احمدی شاعر مشهور موج نو دربارهٔ شهرت فراگیر او در مصاحبه با فصلنامه گوهران گفته‌است: «... آن موقع شعر سیاسی و سیروس مشفقی مُد بود. توی سر من می‌زدند. هیچ‌کس من را تحویل نمی‌گرفت… .»
مشفقی در شب سوم از شبهای شعر گوته که مهم ترین رویداد فرهنگی در تهران از ۱۸ تا ۲۷ مهر ۱۳۵۶ بود و این مراسم توسط کانون نویسندگان ایران با همکاری انجمن روابط فرهنگی ایران و آلمان، انستیتو گوتهبه مدت ده شب، با شعرخوانی و سخنرانی در باغ انجمن فرهنگی روابط ایران-آلمان برگزار شد، به شعرخوانی پرداخت. اخیراً فایل صوتی شعرخوانی او در برخی سایتهای اینترنتی منتشر شده‌است.
سیروس مشفقی ملقب به "شاعر روستا" در تاریخ ۱۰ خرداد ۱۳۹۹ در بیمارستان فیروزگر به دلیل عارضه تنفسی درگذشت. او در کنار مزار همسرش در بهشت زهرا تهران به خاک سپرده شد. همسر وی هشت ماه پیش از او درگذشته بود.

## آثار
۱- پشت چپرهای زمستانی؛ شماره کتابشناسی ملی: ۲‎۰‎۴‎۹‎۸‎۳‎۴، بی جا، بی نا، ۶۸ صفحه، 1346.
۲- پائیز: شعرهای تازه؛ شماره کتابشناسی ملی: ۱۲۰۳۵۵۱، تهران، نشر پاچنگ، ۸۰ صفحه، 1348. (این کتاب در سالهای بعد، مجوز انتشار مجدد دریافت نکرد)
۳- نعره جوان؛ شماره کتابشناسی ملی: ۲۰۵۱۰۶۴، تهران، مؤسسه انتشارات امیرکبیر، 1349.
۴- شبیخون؛ شماره کتابشناسی ملی: ۶۱۳۶۰، تهران، انتشارات رواق، 1357.
۵- عشق معنی می‌کند حرف مرا (مجموعه شعرها از ۱۳۶۵ تا ۱۳۷۸)؛ تهران، نشر نوشه، 1381.
۶- فیلم کوتاه شکفتن بعنوان پایان‌نامه کارشناسی دانشکده هنرهای دراماتیک دانشکده فیلم و تلویزیون با درجه خوب.

## نمونه شعر
ترا مثل مهتاب‌ها دوست دارم
ترا مثل شبنم "ترا مثل غم
ترا مثل آرامش خواب‌ها دوست دارم
ترا مثل امیدها در فراسوی نومیدی و مرگ
ترا مثل باران که می‌بارد و سبزی روشنی می‌تراود بدشت و کویر
ترا مثل خورشیدها دوست دارم
ترا مثل باران … ترا مثل یزدان و جانان
ترا مثل شبنم… ترا مثل غم
ترا مثل نو گشتن روزها مثل هر روز نو
ترا مثل تو .. مثل تو … متل تو … مثل تو … مثل تو